# XHB-1獨眼巨人轟炸機
XHB-1獨眼巨人轟炸機（英語：Cyclops)是1920年代由霍夫-達蘭德製造的重型轟炸機原型機。

## 發展
XHB-1是LB-1轟炸機的放大版本。然而，因為單引擎相較於雙引擎飛機性能較為不佳，因而美國陸軍航空兵團決定不訂購XHB-1。
XHB-1的雙引擎版本稱為XB-1轟炸機。